# サクラ大戦シリーズのメカニック
サクラ大戦シリーズのメカニックでは、ゲーム『サクラ大戦シリーズ』に登場するメカニックについて記述する。

## 『サクラ大戦』初出
光武（こうぶ）
初代帝国華撃団霊子甲冑。山崎真之介(後の葵叉丹)が設計。第八話「平和な日々はデートだよ!」中で、出現した降魔との戦闘後に大破し、後の実用が不可能となる。後に帝国華撃団工廠により光武・改に改修される。
大破こそしたが、叉丹を除く黒之巣会の怪人らを撃破した功績に関しては、上層部からも高い評価を得た。
神武（じんぶ）
2代目帝国華撃団霊子甲冑。大破した光武の後継機として、山崎の遺した最後の設計図から開発された機体。初期型の光武を改良、発展させて高出力化に成功している。乾燥重量も光武に比べて増している。
『サクラ大戦 〜熱き血潮に〜』では、それぞれの外見も隊員の特徴に合わせて変化している（大神の場合、背部にエンジンと翼を搭載することにより、短時間の飛行が可能になる）。また、搭乗機番号も記載されている。
ただし欠点として、光武とは比べ物にならない程の維持費がかかる。また光武以上の霊力を必要とするため、精神的にも負担が増している。
黒之巣会との最終決戦で大破。維持費とのバランスから修繕は難しいとの判断により放棄され、光武・改と交代。
弾丸列車 轟雷号（だんがんれっしゃ ごうらいごう）
機関車両 全長25.563m。全高9.083m。全幅8.082m。
貨車 全長25.828m。全高9.681m。全幅8.384m。
帝都中央部全域に、速やかに霊子甲冑を輸送する為に開発された高速輸送列車。
蒸気機関車「特D505」と輸送車「コ99」の2両編成。主力は蒸気機関。螺旋状に敷設された線路を落下しながら加速し、最高時速は200kmを超える。その後は一般の地下鉄の線路も利用して、蒸気機関を用いて目的地へと移動（線路幅が在来線と違うため、出動時には独自のレールが現れる）。帝劇～花やしき支部間をおよそ3分間で走破できる。
新サクラ大戦の本編では登場しないが、漫画『新サクラ大戦 the Comic』ではミカサ三型発進の際に接続されていることから存在はしている模様。
開発年月日 1922年9月
武装飛行船 翔鯨丸（ぶそうひこうせん しょうげいまる）
轟雷号では行けない場所や帝都中央部以外の場所へ霊子甲冑を速やかに輸送する為に開発された飛行船。全長130.924m。全高56.942m。全幅90.355m。
主力は霊子核機関。山崎真之介（後の葵叉丹）が設計。普段は帝撃花やしき支部の地下に格納されており、緊急時には浅草仲見世商店街に偽装された地上甲板から発進する（地面を跳ね橋のようにして展開するため、たまに仲見世側から苦情が来るらしい）。最大戦速は93ノット（巡航速度は76ノット）。武装は12.7サンチ砲1門。駆逐艦の主砲と同口径である。
OVA『サクラ大戦 轟華絢爛』では、紅蘭によってスピードアップの改造が施されている。
開発年月日 1922年9月
超弩級空中戦艦 ミカサ（ちょうどきゅうくうちゅうせんかん ミカサ）
帝国華撃団が最終決戦時に運用する超巨大空中戦艦。全長8047.882m。全高4121.824m。全幅2907.166m。
主力は霊子核機関6基。帝都（銀座～浅草）の地下に格納されているが、発進時にはその巨体故に周辺市街地に天文学的被害が発生する。
艦長は米田一基。操縦、火器及び機関管制は風組が担当する。なおブリッジは、大帝国劇場が変形したもの。
主要武装は、艦首93サンチ砲。副砲は46サンチ砲で、1562門もの高射砲を搭載している（しかしこれらの装備でも降魔の大群の前に撃沈直前に追い込まれた事から対空能力には疑問が残り、また当時の技術的限界から考えると、副砲は20年後に竣工する大和型戦艦の46cm主砲ほどの威力は無いものだと思われる）。
聖魔城決戦後に艦首部分以外が回収され、新ミカサへと改修された。

## 『サクラ大戦2 〜君、死にたもうことなかれ〜』初出
光武・改（こうぶ・かい）
3代目帝国華撃団霊子甲冑。その名のとおり光武の改良型で、大きな変更点としては頭の上のエアインテーク（空気取り入れ口）が拡大し、光武では4本だったマフラーが6本に増えている。サイズも若干大きくなった。後に光武二式へと全機改装される。
霊力の変換効率が極めて高く、その分スペックの伸びしろが大きい。操縦者の経験次第では、単純なスペックで勝る他の霊子甲冑以上の戦闘力を引き出せる。
アイゼンクライト
光武以前に開発された、世界各国の霊能者を集めたエリート集団「星組」専用の霊子甲冑。織姫とレニが搭乗する。ドイツ・ノイギーア社にて開発された、光武・改以上の機動力を誇る機体。
天武（てんぶ）
4代目帝国華撃団霊子甲冑。帝国華撃団北海道支部で密かに開発されていた、光武・改の改良強化型。帝国華撃団が初めて一から開発した霊子甲冑でもある。第八話「帝都の一番長い日!?」で椿が秘密任務として北海道支部から花やしき支部に輸送。大帝国劇場を襲ったクーデターから脱出した大神とさくらに託された。
蒸気併用霊子機関には蒸気と霊力に加えて、都市エネルギーを変換して動力とする「三型」を採用。だが、この都市エネルギーを取り込むという動力源が仇となり、最終決戦を前に放棄される。尚、後に開発される双武の動力源はこの機体の機関を設計変更して、パワーを調節したものが採用されている。
超弩級空中戦艦 ミカサ 二型改装仕様（ちょうどきゅうくうちゅうせんかん ミカサ にがたかいそうしよう）
聖魔城決戦後に艦首部分以外が回収され、改装されたミカサ。通称新ミカサ。
全長8888m。全幅2097m。
全高4121m。
前回の発進時に周辺に甚大な被害を及ぼした反省を踏まえ、艦体を四部門に分離、垂直に立った状態で浮上しながら、空中で各部門を順次接続して発進する。
しかしこの状態でも、大帝国劇場を中心とする半径2km強(ミカサの全高は4121m)の一帯の発進口開放による崩壊は免れ得ないため、事前の避難勧告が放送される。
主な武装は艦首九十三尺主砲や高射砲。改装前のミカサ主砲の93cmと改装後の93尺(約28m)では30倍もの差があるが、理由は不明。

## 『サクラ大戦3 〜巴里は燃えているか〜』初出
光武F
巴里華撃団が光武を基に開発した霊子甲冑。光武よりデザインがスタイリッシュになったが、最大の差異点はローラーダッシュが可能な事である。第6話のカルマールと新型蒸気獣との戦闘で全機損傷するが修復される。その後、甦った怪人達や新型蒸気獣との戦闘には力不足であった為、東京から来た李紅蘭の協力もあり、全機F2へと改装される。
光武F2
巴里華撃団が開発した光武Fを、李紅蘭の協力を得て改装した機体。各隊員の個性と適性を最大限発揮出来る様チューニングされており、外観も各機専用に新設計されたパーツを装備する事により機体毎に大きく変化し完全に各隊員の専用機となっている。性能はFよりも格段に向上している。
弾丸列車 エクレール
機関車両 全長32.45m。全高7.88m。重量109.3t。最高速度265km/h。
貨車 全長12.80m。全高2.75m。重量32.5t。最大積載量12000kg。
帝国華撃団が所有する轟雷号を基に開発された巴里華撃団の高速輸送列車で轟雷号と同様の機関車と輸送車の2両編成。轟雷号との違いは轟雷号が輸送車をつないだ状態から落下を利用して発車するのに対し、エクレールは機関車後部を蒸気で加速したハンマーで打ち出す様にして発車し(そのため、機関車後尾のパーツは毎回付け替えが必要）、走行中に後部に機関車以上の初速で発射された輸送車を連結する。巴里市内全域に輸送する事が可能であり、一般の地下鉄路線を使用する場合もある（駅も通過することがあり、その際は非常灯とともにシャッターが降り、一般客を守るようになっている）。
なお「エクレール"éclair"とは、フランス語で「雷」の意味。
正式名称 ec26primo Èclair
開発年月日 1926年1月
エクレール・フォルト（強襲型）
車体前面に強行突入用75mm砲、本体側面に自在／格闘用アームが装備された武装列車。『サクラ大戦3 〜巴里は燃えているか〜』（以下、『3』）でオーク巨樹の攻撃に晒されるシャノワール地下本部から逃れる際に使用。その後、オーク巨樹の攻撃で蒸気ユニットが破損、爆発する。エクレールとは異なり宙に浮かべた状態で車輪を高速回転させ、回転速度が最高潮になった段階で線路に乗せて発射する。後尾は通常のエクレールのままである。
リボルバーカノン
巴里華撃団が所有する最終兵器。外観は名前の通りリボルバー式の銃にそっくりである。普段はシャンゼリゼ通りの地下に砲身が、弾装部は凱旋門の地下に格納されている。『3』では、オーク巨樹との決戦で巴里華撃団を突入させる為、次作のサクラ大戦4では、（1人は東京へ船で一足先に向かった為）残る4人が霊子甲冑に搭乗し、東京へ送る為使用した。弾丸が光武の格納ポッドになっており、賢人機関が進める欧州防衛構想の要である。凱旋門支部の司令室で目標を確認、照準を合わせ発射する機構となっている（ただし、『3』の時点では未完成であった）。なお、前述通り本来は光武を目的地に送るためのものであるが、エリカや大神が参戦した3DSソフト『PROJECT X ZONE』では巴里上空に出現した古代塔市タルカロンに、『PROJECT X ZONE 2:BRAVE NEW WORLD』では巴里に再び出現したオーク巨樹に突入するため生身でポッドに入ってタルカロンに突入を行っている。

## 『サクラ大戦4 〜恋せよ乙女〜』初出
光武二式
光武F2を参考に、光武改の動力系を中心に強化改装を行った機体。機体各所に金縁のパーツが追加され、より派手な外見となった。
F2同様、各隊員の専用機となっている。
双武（そうぶ）
物語終盤で登場する、最新鋭霊子甲冑。唯一の複座型で、大神と隊員（大神との相性が高い隊員上位5名の中から任意で選択）が搭乗する。光武等の従来機に比べてかなり大型。
武器は大太刀二振り（大神機が腰に差すのに対し、双武は両肩に搭載している）。機体の各部（本来グレーの部分）が搭乗した隊員のイメージカラーに変化する。また足部のブースターを使うことによる飛行も可能。動力源は天武の機関のデチューンタイプと搭乗員の霊力であり、その力は光武とは比べ物にならないほど凄まじい。その反面、搭乗者2人の霊力の強さがそろわなければ脳を損傷する恐れがあり、揃っていても搭乗者への負荷自体は高いなど、制御が難しい。

## 『サクラ大戦V 〜さらば愛しき人よ〜』初出
STAR
紐育華撃団が運用する霊子甲冑。正式名称はSTAR V（ラチェット機のみSTAR IV）。変形機構を有し、飛行形態に変化、長時間の安定飛行が可能となっている。名前は南北戦争で活躍した蒸気兵器に由来する。
帝国華撃団などで使用されていた「光武」の実戦データのフィードバックに基づき設計された最新霊子甲冑。設計思想としてはアイゼンクライトの直系に位置する為、双眼の光武と違い単眼であったり、パワーと搭乗者の安全性を強化しており、光武と比較すると大型化している。
武装飛行船 エイハブ
紐育華撃団が所有する大型飛行船。全高150m（武装の高さを除く）。乾燥重量119.3t。積載重量69.5t。巡航速度65ノット。発動機は4基の霊子核機関。外観は星条旗をモチーフとしている。
発進は、リトルリップ・シアターの地下から伸びてくる「スリングカタパルト」から。戦闘時は司令自ら乗り込み、実質的な作戦本部となる。
機体下部には、スターを搭載したコンテナを収容するスペースが設けられている。武装は機体上部に2連装機銃4門、機体下部に2連装機銃3門と大砲2門が装備されている。
正式名称 FENICS C-1001"AHAB"
開発年月日 1928年1月

## 『新サクラ大戦』初出
無限
新生帝国華撃団が運用する霊子戦闘機。神崎重工が初めて開発した正式な量産型霊子戦闘機で、癖が少なく扱いやすい。その後、『the Animation』では修復が行われ再び天宮さくらも使用していたが、戦闘中再び大破してしまう。
三式光武
霊子甲冑から霊子戦闘機へのフレームワーク移行の円滑化の為に神崎重工が開発した霊子甲冑。上記の霊子戦闘機・無限の基礎となった。光武二式をベースに、装甲にはアンシャール鋼を採用し軽量化に成功。ただし、フレームの基礎構造自体に変化はほとんどない。
三式光武・改
『the Animation』第2話で登場。ゲームで大破した三式光武の残骸を司馬が回収、レストアを行った物で肩の外見が異なる。あくまで「予備機」扱いだったが、終盤無限大破後、天宮さくらが決戦で使うも、出力限界を起こして損傷してしまう。
王龍（ワンロン）
上海華撃団が運用する霊子戦闘機。龍を彷彿させる外装をしており、主武装は炎を纏わせての武術攻撃。
ブリドヴェン
倫敦華撃団が運用する霊子戦闘機。高潔な騎士の鎧を彷彿させる外装をしており、主武装は剣。
アイゼンイェーガー
伯林華撃団が運用する霊子戦闘機。外装及び機体性能はアイゼンクライトの系譜を受け継いでおり、重装甲と絶大な火力を両立。
エカテリーナ
莫斯科華撃団が運用する霊子戦闘機。『the Animation』に登場。鳥を彷彿させるややスリムなフォルムが印象的で、主武装は頭部から取り出すレーザー銃。
試製桜武（しせいおうぶ）
神崎重工が降魔大戦の直前に開発した世界初の霊子戦闘機で、「試製」の名の通り、1台だけ製作された。前面の甲冑を模した2本の大きなアンテナが特徴的な機体。
最新の霊子戦闘機にも比肩、場合によっては上回る程に極めて高い性能を有しているが、その分霊力の消費がかなり激しく、当時は真宮寺さくらをはじめとする歴戦の華撃団員ですら扱いきれず、適任の操縦者がいないという事で運用は見送られた。
その後は密かに整備のみが続けられていたが、第3回世界華撃団大戦2回戦直前、すみれから「追い続けた夢を今こそ超える時」との言葉と共に、乗機を失った天宮さくらに与えられ、彼女の乗機となった。
その後、『the Animation』では凍結されていたが莫斯科華撃団の敵の攻勢危機を感じてすみれの判断で再び送り届けられた。
天神（てんじん）
神崎重工が試製桜武と同時期に開発した霊子戦闘機。『the Animation』に登場。
可変機構及び試製桜武との合体機構を有しており、試製桜武の能力を最大限引き出す目的で製作されたが、肝心の試製桜武の操縦者に適任な者が見つからず、試製桜武と共に長い間封印されていた。
その後、『the Animation』においての最終決戦で、帝国華撃団の一員として戦う道を選んだクラーラにすみれから与えられ、彼女の搭乗機となる。
翔鯨丸・甲壬（しょうげいまる・こうじん）
全長130.924m 全高56.942m 全幅90.355m
かつて帝国華撃団が運用していた武装飛行船・翔鯨丸に近代化改修を施し「強襲揚陸輸送空船」として再就役させた。
霊子核機関の出力増強、アビオニクスの強化、新素材塗料による再塗装がなされている。(この再塗装により、船体色がかつての翔鯨丸の茶色から藍色になっている)
「甲壬」とは19型という意味で、「1」は製造会社記号、「9」は機種記号で、神崎グループの航空船部門である神崎航空機製造である事を示す。
大弓くん
「セバストーポリ」突入用に司馬が用意した「霊子戦闘機」突入用射出ユニット。『3』の巴里華撃団に登場した「リボルバーカノン」とコンセプトは近いが、リボルバーカノンが銃に対してこちらはクロスボウに近い外観になっている。また、救援物資の投入や生身突入も可能である。
WLOF級空中戦艦
全長321.0m 全高92.4m 全幅45.0m（セイル展開時82.4m）
WLOFが製造した空中戦艦で、都市防衛構想の一環としてWLOFより世界各国の華撃団に供与されている。
2連装砲2基や機関銃などを備え、霊子戦闘機発進用のカタパルトを両舷に1基ずつ備える。
内部には少なくとも10機程の霊子戦闘機を格納可能。
ジェットエンジン2基とタービンエンジン4基を動力とし、海上でも行動可能。
弩級空中戦艦ミカサ 三型
全長348.0m 全高66.4m 全幅79.0m（セイル展開時82.4m）
帝国華撃団が、超弩級空中戦艦ミカサの残骸を使って再建した弩級空中戦艦。
かつてのミカサと比べ、全体的なサイズは時代に合わせて縮小されている。
ミカサ記念公園の地下に眠っており、発進時には過去ほどの被害はない。
ブリッジには銀座より発進した大帝国劇場が接合される。
空中移動要塞セバストーポリ
カミンスキー率いる新生莫斯科華撃団の巨大空中戦艦。円型で、中央に司令塔がある。
底部に降魔人間であるクラーラの力を利用したビーム砲「ツングースカの怒り」を装備する。
帝都上に突然出現し、クラーラの身柄引き渡しを要求する。帝国華撃団との決闘後には、海中に隠れていた。
クラーラの力を利用しなくても「ツングースカの怒り」は機能し、莫斯科華撃団のWLOF級空中戦艦を一撃で破壊している。
カミンスキーの力を利用した自己修復機能を備える。

## 『サクラ革命』初出
ミライ機関
太正84年の帝都大厄災で蒸気併用霊子機関が壊滅的な打撃を受けたことで開発された新たなるエネルギー機関。霊力をベースに生み出された新エネルギー「ミライ」によって稼働する。
霊子ドレス
帝国華撃団が運用する新たな霊的兵装。青ヶ島での戦闘で、咲良しのが母・なでしこの霊子甲冑に搭乗中に神器と共鳴して変化した事で誕生した。これを着用して倒した降鬼（こうき）は浄化され、元の人間に戻る。
霊子甲冑や霊子戦闘機と異なり、体に装着して運用するパワードスーツタイプで、動力は霊子機関のみ。重く複雑な蒸気機関がなくなった事により大幅に生産性・整備性・稼動性が上昇した半面、防御力や馬力は相応に低下しており、霊子機関しか動力がない為に、動作に関して霊力への依存が大きくなっているデメリットもある。
霊子スーツ
新たなる魔の存在「降鬼」に対抗する為に大帝國華撃団B.L.A.C.K.が開発した霊的兵装。霊子ドレスと同様にパワードスーツタイプだが、シルエットは大幅に異なる。なお、霊子ドレスと異なり、降鬼を倒しても人間に戻す事はできない。